# Epistenia cyanea
Epistenia cyanea är en stekelart som först beskrevs av Fabricius 1804.  Epistenia cyanea ingår i släktet Epistenia och familjen puppglanssteklar. Inga underarter finns listade i Catalogue of Life.